# Benoît Zwierzchiewski
Benoît Zwierzchiewski (dit Benoît Z) est un grand  marathonien français, né le 19 août 1976 à Mouscron en Belgique, ancien détenteur du record européen de la discipline avec un temps de 2 heures, 6 minutes et 36 secondes, et ancien détenteur du record de France du marathon et d'autres distances du fond et du demi-fond, sur piste ou sur route.

## Repères biographiques
En 2001, il termine 13ème des Mondiaux. Puis, en avril 2003, lors du marathon de Paris, il égale le record d'Europe de la spécialité en 2 h 6 min 36 s. Bien que la France reçoive les championnats du monde d'athlétisme, au cours de l'été suivant, Zwierzchiewski indique rapidement qu'il n'y participera pas. Malgré l'intervention de Bernard Amsalem, président de la Fédération française d'athlétisme, Benoît est sélectionné mais n'a aucunement l'intention de courir. La veille du marathon des Mondiaux, le contentieux entre lui et le directeur technique national Robert Poirier, qui n'apprécie guère son comportement, éclate. Benoît Zwierzchiewski signifie alors vertement qu'il refuse de porter le maillot de l'équipe de France tant que ce dernier reste à son poste. Pour cet esclandre, il écopera d'un mois de suspension. 
Benoit Z fut accusé à tort de dopage lors d'une séance publique au Sénat le 19 octobre 2005 par le ministre des sports, Jean-François Lamour, qui déclare ceci "Hier encore, c’est le champion de marathon Benoît Z qui était interpellé à la suite d’un contrôle qui s’est révélé positif", ce que révélera le journal l'Équipe le lendemain. Quelques jours après, il s'avérera que le contrôle antidopage effectué sur la personne de Benoit Z se révélera négatif, l'Équipe sera contraint de démentir ce qu'il avait écrit. Quant au ministre qui donna un verdict en ne respectant pas la présomption d'innocence de Benoit Z, il ne prendra pas la peine de s'excuser auprès de l'athlète, ni d'envisager de le recevoir[réf. nécessaire].
Ayant subi de multiples contrôles antidopage durant sa carrière, Benoit Z n'a jamais été déclaré positif au dopage[réf. nécessaire].

## Physique
- Taille : 1,71 m
- Poids de forme : 56 kg
- Spécialisé en 5 000 m, 10 000 m et en marathon.

## Clubs et Entraîneurs

### Clubs
- de ses débuts à 1997 : Halluin Val-de-Lys
- 1998 et 1999 : Individuel Nord-Pas-de-Calais
- 2000 et 2001 : ASPTT Lille
- 2002 : SCO Sainte-Marguerite Marseille
- 2006, 2007, 2008 et 2009 : Olympique de Marseille Athlétisme
- 2011: Aix Athlé

### Entraîneurs
Dans l'ordre chronologique de collaborations
- Ghislaine Decatoire
- Jean-Marie Gevaert
- Bernard Decatoire
- Rudy Vanlangendonck
- Pat Porter
- Vincent Rousseau
- Gabrielle Rosa (marathon) et Joseph Mahmoud

## Palmarès

### Records
- Meilleur performeur d'Europe sur le marathon en 2003, en 2 h 6 min 36 s (co-)
- Meilleur performeur de France du semi-marathon en 1997, en 1 h 1 min 41 s
- Recordman de France des 20 km sur route en 1997, en 58 min 21 s
- Recordman de France des 10 km sur route en 1996, en 28 min 45 s
- Recordman de France junior du 10 000 m en 1994, et 1995 en 28 min 30,80 s
- Recordman de France junior du 5 000 m en 1994, et 1995 en 13 min 42,3 s
- Recordman de France cadet du 3 000 m en 1993

### Courses
- 1e du marathon de Marseille en 2009 et 2011
- Champion de Provence de cross-country en 2004 et 2007
- 6e du marathon de Londres en 2004, en 2 h 9 min 35 s
- 2e du marathon de Paris en 2003 (et alors co-performer d'Europe - 2 h 6 min 36 s)
- 1e du marathon de Paris en 2002
- 10 km de Reims en 2002
- Champion de France du marathon en 2000
- Champion de France espoir de cross en 1997 et 1998
- Champion de France du 10 km sur route en 1996 et 1998
- Champion de France espoir du 10 000 m en 1996
- Champion de France du 10 000 m sur piste en 1995
- Champion d'Europe junior du 5 000 m en 1995
- Champion d'Europe junior du 10 000 m en 1995
- Champion de France junior de cross en 1994 et 1995
- Champion de France junior du 5 000 m en 1994
- Champion de France cadet de cross en 1993
- Champion de France cadet du 3 000 m en 1993